# Pély
Pély es un pueblo en el condado de Heves, Hungría.

## Demografía
Según el censo de 2015, tiene una población de 1359 habitantes.
| 1571       | 1359 |
| (Fuente: ) |      |

## Personas notables
- Zsuzsa Körmöczy (1924-2006), tenista femenina número 2 del mundo
- Mari Törőcsik, actriz
- Zsuzsa Koncz, cantante pop